# 1883 في ألمانيا
فيما يلي قوائم الأحداث التي وقعت خلال عام 1883 في ألمانيا.

## ظهور
- 1 يناير – هكذا تكلم زرادشت كتاب من تأليف فريدرخ نيتشه.

## مواليد

### يناير
- 27 يناير – جوتفريد فيدير

### فبراير
- 23 فبراير – كارل ياسبرس

### أبريل
- 19 أبريل – هانز ادموند نيكولا برجيف عالم نبات ألماني.
- 25 أبريل – أوتو رينر

### مايو
- 18 مايو – إرنست جوردن لاعب كرة قدم ألماني.
- 18 مايو – والتر غروبيوس
- 26 مايو – بيتر كارتين مصاص دماء دوسلوفورف.

### يونيو
- 6 يونيو – كارل ايوالد ماكسيميليان بوريت عالم نبات ألماني.

### يوليو
- 10 يوليو – فريديريش فليك رجل أعمال ألماني.
- 21 يوليو – ليونتينه فون فينترفيلد بلاتن كاتبة ألمانية.

### أكتوبر
- 1 أكتوبر – اوسكار ريشر
- 8 أكتوبر – أوتو فاربورغ

## وفيات

### فبراير
- 13 فبراير – ريتشارد فاغنر (مواليد 1813)

### مارس
- 3 مارس – إليزابيث ريوكيل (مواليد 1793)
- 6 مارس – كارل ويت (مواليد 1800)
- 14 مارس – كارل ماركس (مواليد 1818) فيلسوف ألماني مؤسس الحركة الشيوعية والاشتراكية وهو ناقد للرأسماليه.

### أبريل
- 20 أبريل – فيلهلم بيترز (مواليد 1815)

### أغسطس
- 21 أغسطس – يوهان بلوم (مواليد 1802)
- 25 أغسطس – هيرمان مولر (مواليد 1829) عالم نبات ألماني.